# Soldados japoneses que no se rindieron tras el final de la Segunda Guerra Mundial

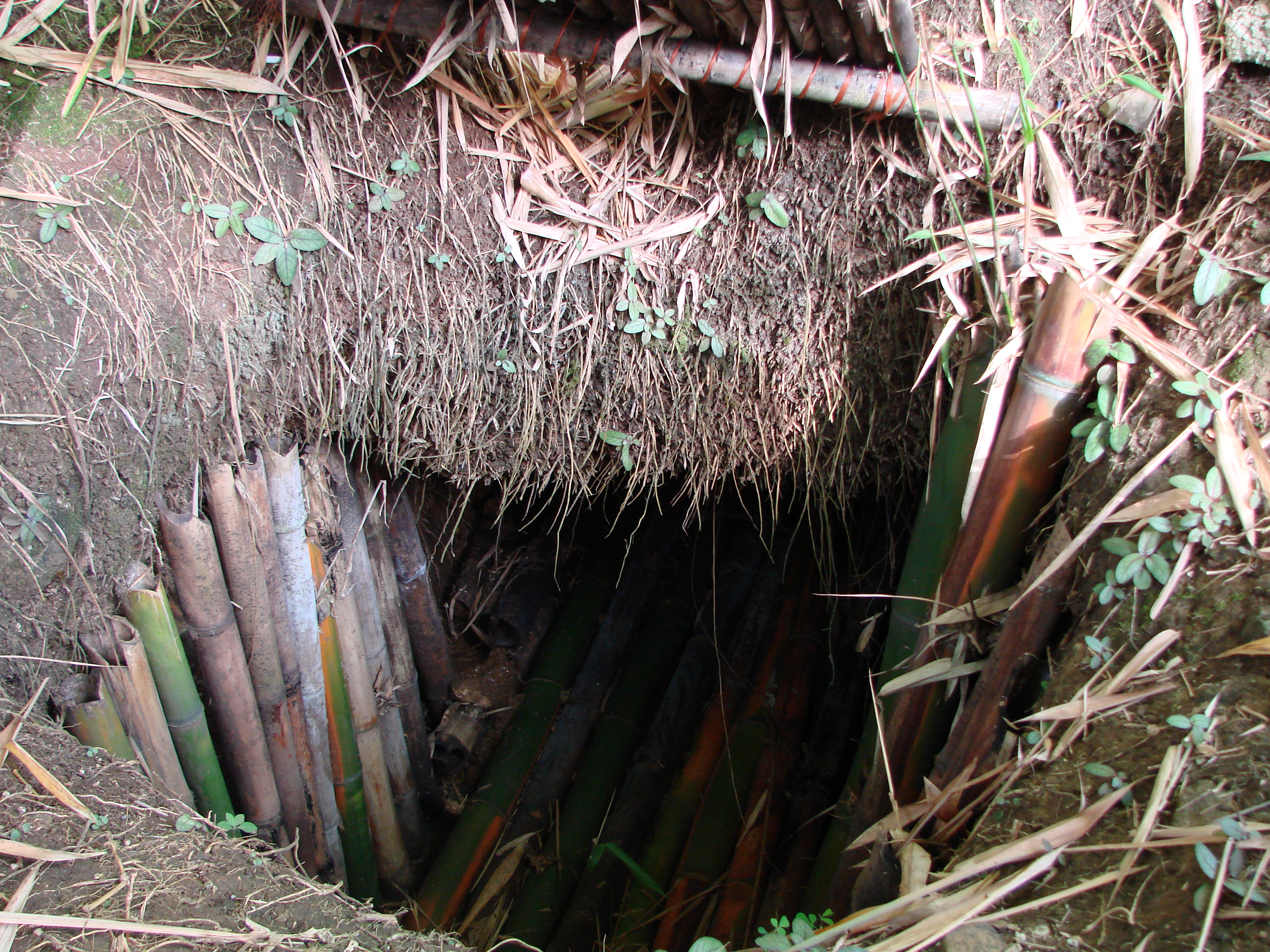
Fotografía de la entrada a la reproducción de la cueva del escondite japonés Shoichi Yokoi en Guam.

Los zan-ryū Nippon hei (残留日本兵 soldados de Japón dejados atrás?) o rezagados fueron soldados japoneses que tras la rendición oficial de Japón tras la Segunda Guerra Mundial como consecuencia de la firmeza y el dogmatismo de sus convicciones, el miedo al deshonor si se rendían al enemigo o bien por no recibir la orden de rendición por parte de sus superiores al haber cortado las tropas estadounidenses las líneas de comunicación, continuarían luchando primero contra las fuerzas de ocupación aliadas y, posteriormente, con la policía local años después de que la guerra terminase. Varias fuentes consideran al oficial de inteligencia Hirō Onoda, que se entregó en marzo de 1974, como el último rezagado, sin embargo, parece que el último confirmado fue Teruo Nakamura, quien se entregó en diciembre de ese mismo año.
Fueron varios los intentos llevados a cabo tanto por los estadounidenses como por los japoneses para convencer a los rezagados de que se entregaran. Se dejaron caer desde el aire en varias islas miles de octavillas que informaban del fin de la guerra, y en otras se usó equipos de megafonía pero los rezagados pensaron que se trataba de una artimaña del enemigo.

## Lista de soldados
- El capitán Sakae Ōba, no se rindió hasta transcurridos tres meses del final de la guerra.[2]
- El soldado de 1.ª clase Yūichi Akatsu permaneció en la isla filipina de Lubang desde 1944 hasta que se entregó en 1951 en el pueblo filipino de Looc.[3]
- El cabo Shōichi Shimada, siguió combatiendo en Lubang, murió en 1954 durante un enfrentamiento con soldados filipinos.[4]
- El oficial Shigeichi Yamamoto y tres soldados sobrevivieron durante 11 años.[5] en la isla de Mindoro.
- Bunzō Minagawa vivió oculto en Guam desde 1944 hasta mayo de 1960.[6]
- Sargento Tadashi Itō, miembro de la unidad de Minagawa, se entregó en Guam días más tarde que aquel, el 23 de mayo de 1960.[7]
- El cabo Shōichi Yokoi, sirvió bajo las órdenes de Ito, fue capturado en Guam en enero de 1972 cuando dos cazadores le descubrieron mientras pescaba en un torrente, había leído las octavillas lanzadas por los aviones norteamericanos que indicaban que la guerra había terminado pero estaba convencido de que se trataba de propaganda enemiga. Volvió a Japón convertido en un héroe pero él se mostraba apesadumbrado por no haber podido servir al emperador de manera satisfactoria.
- Kinshichi Kozuka, junto con Onoda vivió oculto durante 28 años hasta que en 1972 murió durante un tiroteo con tropas filipinas.[8]
- El teniente Hirō Onoda, junto con Akatsu, Shimada y Kozuka, se ocultó en Lubang desde 1944 hasta marzo de 1974. Fue encontrado por un aventurero japonés pero Onoda no creyó que la guerra había terminado y le aseguró que sólo entregaría su oxidado fusil si su antiguo oficial al mando le daba la orden. El viajero regresó a Japón con la increíble historia y rápidamente encontraron al superior de Onoda, que regentaba una librería y volvieron a Filipinas. Cuando se encontraron y Onoda recibió la orden de incorporarse a la vida civil entendió que la guerra había finalizado. Lo primero que visitó en su país fue su tumba, que la familia había erigido convencidos de que había muerto.[4]
- El soldado Teruo Nakamura fue descubierto por las Fuerzas Aéreas Indonesias en Morotai y se entregó a una patrulla de búsqueda el 18 de diciembre de 1974.[9]
- Ishinosuke Uwano[10][11] es el último soldado rezagado, pero a diferencia del resto, ha vivido en sociedad, creando una familia en Ucrania, ya que fue capturado por los soviéticos.

Se indicó en diversos medios que dos soldados, Yoshio Yamakawa, de 87 años de edad, y Tsuzuki Nakauchi, de 85, se entregaron a las autoridades militares filipinas en 2005, pero el hecho resultaría ser un fraude.